# Robert Joudoux
 (juillet 2023).
Si vous disposez d'ouvrages ou d'articles de référence ou si vous connaissez des sites web de qualité traitant du thème abordé ici, merci de compléter l'article en donnant les références utiles à sa vérifiabilité et en les liant à la section « Notes et références ».
Robert Joudoux, né à Brive-la-Gaillarde le 15 avril 1939 et mort à Tulle le 21 juin 2016 est un historien et homme de lettres français, défenseur de la culture limousine et de la langue occitane qui était par ailleurs le directeur de la revue Lemouzi depuis 1961.

## Biographie

### Origine
Robert Joudoux est issu d'une ancienne famille paysanne de la Basse-Corrèze. Son père Pierre, né à Ayen, érudit et historien, est ingénieur des Ponts et Chaussées et inspecteur des Transports de la Corrèze ; sa mère, née Yvonne Texier, est originaire de Coussac-Bonneval (Haute-Vienne).

### Études, recherches et activités
Élève au lycée Edmond-Perrier, à Tulle, puis en lettres supérieures au lycée Louis-le-Grand, Robert Joudoux est très tôt attiré par « l'archéologie militante, l'histoire et les traditions ancestrales, l'originalité limousine, et la grandeur française ».
Il obtient sa maîtrise de lettres classiques, puis un doctorat d'études latines (avec mention "Très bien"), devant l'Université Bordeaux III. À partir de 1966, il enseigne ces disciplines au lycée Edmond-Perrier ainsi que l'occitan et la civilisation régionale.
Professeur certifié de lettres classiques, docteur ès lettres et docteur d'études latines, Robert Joudoux est lauréat d'histoire de l'Académie française (1973), président de la société Historique et Régionaliste du Bas-Limousin, membre du Conseil national des langues et cultures régionales (représentant des Pays d'Oc) ainsi qu'initiateur et directeur du chantier de sauvegarde et de fouilles au Château de Ventadour (Corrèze) et de nombreux autres chantiers (les Jaillants, la Plate d'Eyrein, Le Boin, etc.)
Parallèlement à sa profession d'enseignant, Robert Joudoux se livre à des « recherches scientifiques en histoire antique et en poésie latine classique, une autre passion de (sa) jeunesse », recherches qu'il ne cesse de développer à partir de son départ à la retraite d'enseignant, en 1999.
En 1959, il crée la Société historique et régionaliste du Bas-Limousin, reconnue d'utilité publique en 1976.
Il dirige, depuis 1961, la revue régionaliste et félibréenne trimestrielle Lemouzi, créée en 1893, avant de disparaître dans les années 1930. Il a constitué une collection documentaire considérable, qu'il a cédée à la société qu'il avait créée. D'abord conservées au château Bécharie à Uzerche, ces collections ont été déposées au siège de la Société, à Tulle, dans les anciens entrepôts Delmas-Héritier, situés dans la zone artisanale de la Solanne, au nord de la ville. ces collections sont désormais accessibles à la consultation par le public.

## Publications
Robert Joudoux a publié un nombre considérable d'articles, d'études, de critiques et d'ouvrages (plus de trois cents) touchant à toutes les facettes de l'histoire et de la vie limousines : langue et littérature, archéologie, traditions, biographies et bibliographies, vie limousine et régionaliste, parmi lesquels :
- Tulle, S.A.E.P., 1973.
- Limousin, terre d'oc, anthologie, Lemouzi, 1974 et 1978.
- La villa gallo-romaine de Boin, fouilles, 1972 à 1980.
- Études sur la Personnalité limousine à travers la littérature et les traditions, Lemouzi, 1983.
- Le Pays limousin sous la Révolution, Lemouzi, 1989.
- Éloge du majoral Roger Barthe, Lemouzi, 1991.

## Distinctions

### Décorations
- Commandeur de l'ordre des Arts et des Lettres
  -  Officier de l'ordre des Arts et des Lettres
- Officier de l'ordre national du Mérite

### Titres
- Président de la Société  Historique et Régionaliste du Bas-Limousin
- Président directeur de la revue Lemouzi
- Majoral du Félibrige
- Maitre ès-Jeux Floraux de Toulouse

### Récompenses
- Lauréat de l'Académie Française
- Médaille d'or Arts-Sciences-Lettres
- Médaille d'argent de la Jeunesse et des Sports

Le 29 mai 1982, à Nice, le Consistoire des Majoraux du Félibrige élit Robert Joudoux au titre de Majoral du Félibrige, en remplacement de Roger Barthe, décédé. C'est ainsi la première fois qu'un titre aussi prestigieux est décerné à un homme du pays de Brive, à un « simple pied-terreux », comme aime à se dire Robert Joudoux.
Le 6 août 1983, à Objat (Corrèze), le majoral Jean Monestier (président du "Bournat du Périgord") remettait à Robert Joudoux la "Cigale d'Or de Majoral du Félibrige".